# Заболотне (зупинний пункт)
Заболо́тне — пасажирський залізничний зупинний пункт Одеської дирекції Одеської залізниці.
Розташований неподалік від села Красне Крижопільського району Вінницької області на лінії Вапнярка — Рудниця між станціями Вапнярка (15 км) та Крижопіль (7 км). Обладнана двома боковими платформами.

## Приміське сполучення
Курсує 4 пари приміських електроїздів сполученням Вапнярка-Одеса. По Вапнярці забезпечується пересадка на приміські поїзди до Жмеринки та Умані.
З 18 червня 2021 р призначено  в порядку експерименту приміський електропоїзд сполученням Кодима-Вапнярка-Жмеринка-Вінниця-Козятин (формально три різних рейси, але виконуються без пересадки одним составом).
Графік руху Кодима-Козятин: Кодима 2.38 Пиріжна 2.44 з.п. Гонорівка 2.48 Попелюхи 2.58 Рудниця 3.07 Крикливці 3.13 Крижопіль 3.25 Заболотне 3.32 Княжево 03.40 Вапнярка 3.51-53 Журавлівка 4.04 Юрківка 4.20 Шпиків 4.27 Рахни 4.37 Ярошенка 5.00  Жуківці 5.21 Жмеринка-Пас. 05.30-40 Браїлів 5.56 Козачівка Гнівань 6.18 Вінниця 06.50-54 Сосонка 7.16 Сальницький 7.21 Калинівка 1 7.27 Варшиця 7.33 Гулівці 7.39 Голендри 7.51-8.02 Кордишівка 8.15-33 Козятин-1 8.46
Графік руху Козятин—Кодима: Козятин-1 15.49 Кордишівка 16.03 Голендри 16.13 Гулівці 16.25 Калинівка 1 16.35 Сосонка 16.44 Десенка 16.50 Вінниця 17.04-17.22 Тюшки 17.34 Яришівка 17.41 Гнівань 17.51 Могилівка 17.57 Жмеринка-Пас. 18.22-18.32 Жуківці 18.41 Ярошенка 19.03 Рахни 19.27 Шпиків 19.33 Юрківка 19.43 Журавлівка 20.01 Вапнярка 20.11-20.28 Княжево 20.37 Заболотне 20.42 Крижопіль 20.54 Крикливці 21.05 Рудниця 21.12 Попелюхи 21.20 Гонорівка 21.29 Пиріжна 21.33 Кодима 21.41
У приміських поїздах перевезення пенсіонерів здійснюється безкоштовно, студентів-зі знижкою 50%.